# Osterholzer Anzeiger
Der Osterholzer Anzeiger ist eine regionale deutsche Werbezeitung. Diese wird kostenlos jedes Wochenende am Samstag in Osterholz-Scharmbeck und im ganzen Landkreis Osterholz mit Bremen-Borgfeld an die Haushalte verteilt.
Er bedient damit das Segment der so genannten Anzeigenblätter – im Gegensatz zur Tagespresse des Osterholzer Kreisblatt – und ist damit im Landkreis die führende Publikation im Kleinanzeigenmarkt. 
Ableger des Anzeigers ist der Bremervörder Anzeiger in der Region um Bremervörde und der Südkreis-Anzeiger (für Bremervörde und Teile des Südkreises Cuxhaven).

## Auflage
- Osterholzer Anzeiger circa 50.400 Exemplare
- Bremervörder Anzeiger und Südkreisanzeiger zusammen circa 26.000

## Geschichte
Am 26. Oktober 1977 gab das Verleger-Ehepaar Irmgard und Wilfried Kalski zum ersten Mal den Osterholz-Anzeiger mit der hierzu gegründeten Anzeiger-Verlag-GmbH heraus. Der Druckauftrag wird bis heute fremdvergeben.
Die Geschäftsstelle befand sich zunächst in der Wesermünder Straße 14. Seit 1979 befindet sich der Anzeiger in der Bahnhofstraße 58 in Osterholz-Scharmbeck. Zunächst einmal wurde der Osterholz-Scharmbecker und Ritterhuder Anzeiger gegründet. Später kam der „Lilienthaler Anzeiger“ dazu. Durch die Verbreitung im gesamten Landkreis Osterholz wurde der Titel in Osterholzer Anzeiger geändert.
Seit seiner Gründung steht das Blatt in Konkurrenz zur Tageszeitung Weser Kurier mit den Lokalausgaben Osterholzer Kreisblatt und Wümme Zeitung. 1982 wurde dann die „Neue AZ“ gegründet, die sich später in „Osterholzer Woche“ umbenannt hat. Der Verlag war der „Bremer Anzeiger“ in Bremen, an dem die „Bremer Tageszeitungen AG“ beteiligt ist. 
Seit Herbst 2005 existiert mit dem „Hamme Report“ ein zweiter Konkurrent in diesem umkämpften Pressesegment; es handelt sich um einen Ableger des „Weser Report“.
Seit Januar 2006 erscheint das Blatt durch Wechsel der Druckerei von Rodenberg nach Bremen im Rheinischen Format. Seit März 2011 wird der Anzeiger im Druckzentrum Nordsee in Bremerhaven gedruckt.

## Einschätzung
Wohl ursprünglich als reines Anzeigenblatt konzipiert, entwickelte der Anzeiger Ambitionen und vergrößerte noch vor anderen Anzeigern seinen redaktionellen Teil.
Den eigenen Anspruch, eine gewisse journalistische Konkurrenz zum Osterholzer Kreisblatt zu sein bzw. diesen zu einer kritischen Berichterstattung zu verleiten, kann der Anzeiger allerdings noch nicht halten, dazu waren ursprünglich die Kolumnen zu auffällig fremd produzierte ‘Eigenberichte’ und auch den eigenen redaktionellen Beiträgen fehlt häufiger als in der Tagespresse eine journalistische Bearbeitung. Hier stößt das Konzept eines kostenlosen Anzeigenblattes an seine Grenzen.
Seinem zweimaligen Erscheinen pro Woche – seit 1. Januar 2018 nur noch am Wochenende – und der Tatsache, dass der ursprüngliche Herausgeber immer noch hauptverantwortlich für den gesamten Inhalt zeichnet, sind sicherlich herausragende Besonderheiten.

## Mitbewerber in Osterholz-Scharmbeck
- Osterholzer Kreisblatt
- Hamme Report
- Weser-Kurier